# Chorthippus tibetanus
Chorthippus tibetanus är en insektsart som beskrevs av Boris Petrovich Uvarov 1935. Chorthippus tibetanus ingår i släktet Chorthippus och familjen gräshoppor. Inga underarter finns listade i Catalogue of Life.